# Marianna Nowicka
Marianna Nowicka z domu Pływaczewska pseudonim „Magda” (ur. 10 września 1923 w Błoniu, zm. 17 czerwca 2021) – polska działaczka konspiracji niepodległościowej w czasie II wojny światowej, porucznik WP w stanie spoczynku, Honorowa Obywatelka Błonia.

## Życiorys
W trakcie polskiej wojny obronnej we wrześniu 1939 jako harcerka-sanitariuszka służyła w Wojskowym Szpitalu na Ujazdowie w Warszawie. Następnie w okresie okupacji niemieckiej działała w ramach konspiracyjnej Wojskowej Służby Kobiet na terenie Błonia w ramach Ośrodka Błonie – „Bagno”, „Motyl” w Obwodzie Błonie Armii Krajowej. W ramach działalności konspiracyjnej uczestniczyła w akcjach dywersyjnych.  
Po wojnie poślubiła członka AK Zygmunta Nowickiego i działała w harcerstwie w ramach Hufca Błonie. Od 1990 była wiceprezesem środowiska błońskiego Światowego Związku Żołnierzy AK. Była również działaczką Towarzystwa Przyjaciół Ziemi Błońskiej w latach 1989–1991 będąc członkiem Zarządu TPZB, a w latach 1987–1989 i 1991–1993 członkiem Komisji Rewizyjnej TPZB.

## Wybrane odznaczenia
- Krzyż Armii Krajowej[1],
- Krzyż Partyzancki[1],
- Medal „Pro Memoria”[1]